# A.H. Riise
Pour les articles homonymes, voir Riise.
Albert Heinrich Riise (né le 11 septembre 1810 à Ærøskøbing, au Danemark et mort le 18 octobre 1882 à Frederiksberg, au Danemark) était un pharmacien et un fabricant danois.

## Carrière
Albert était le fils du capitaine et marchand Jens Christian Riise (1773-1814) et de son épouse Margrethe Elisabeth Krabbe (1779-1869). Le père est mort en mer quand son navire a accidentellement coulé lors d'une tempête. Après avoir été écolier, Albert est devenu apprenti chez le pharmacien d'Ærøskøbing et, de 1825 à 1830, il a poursuivi son apprentissage chez le pharmacien de Fåborg. Ensuite, il est allé à Copenhague, où il a obtenu son diplôme en 1832. Alors qu'il étudiait encore la botanique et la chimie, il a travaillé en même temps dans diverses pharmacies de la capitale. Depuis longtemps, il rêvait de se rendre aux Caraïbes et son rêve s'est réalisé en 1838 quand il a réussi à obtenir le privilège de pharmacien dans les Indes occidentales danoises. Quand il est arrivé à Saint Thomas, il a commencé par travailler dans une soi-disant échoppe de docteur gérée par plusieurs « docteurs ». L'année suivante, il a fondé sa propre pharmacie en partenariat avec un docteur. En 1843, il a pu se permettre de racheter la part de son partenaire et s'est donc retrouvé seul propriétaire de la pharmacie, no 6 Queen street à Charlotte-Amélie,. Tout s'est bien passé pour A.H. Riise, l'entreprise a grandi et il s'est rendu aux États-Unis et à la Trinité entre autres destinations
Équipée d'un grand stock de toutes sortes de marchandises, surtout de produits pharmaceutiques, la pharmacie de St. Thomas est devenue célèbre dans toutes les îles caribéennes des alentours comme étant l'endroit où l'on pouvait trouver tout ce dont on pouvait avoir besoin dans toutes les maisonnées.
Riise s'intéressait beaucoup à la botanique et il utilisait des plantes exotiques et des animaux caribéens pour préparer des produits pharmaceutiques, cosmétiques et alcooliques.

## Producteur de rhum

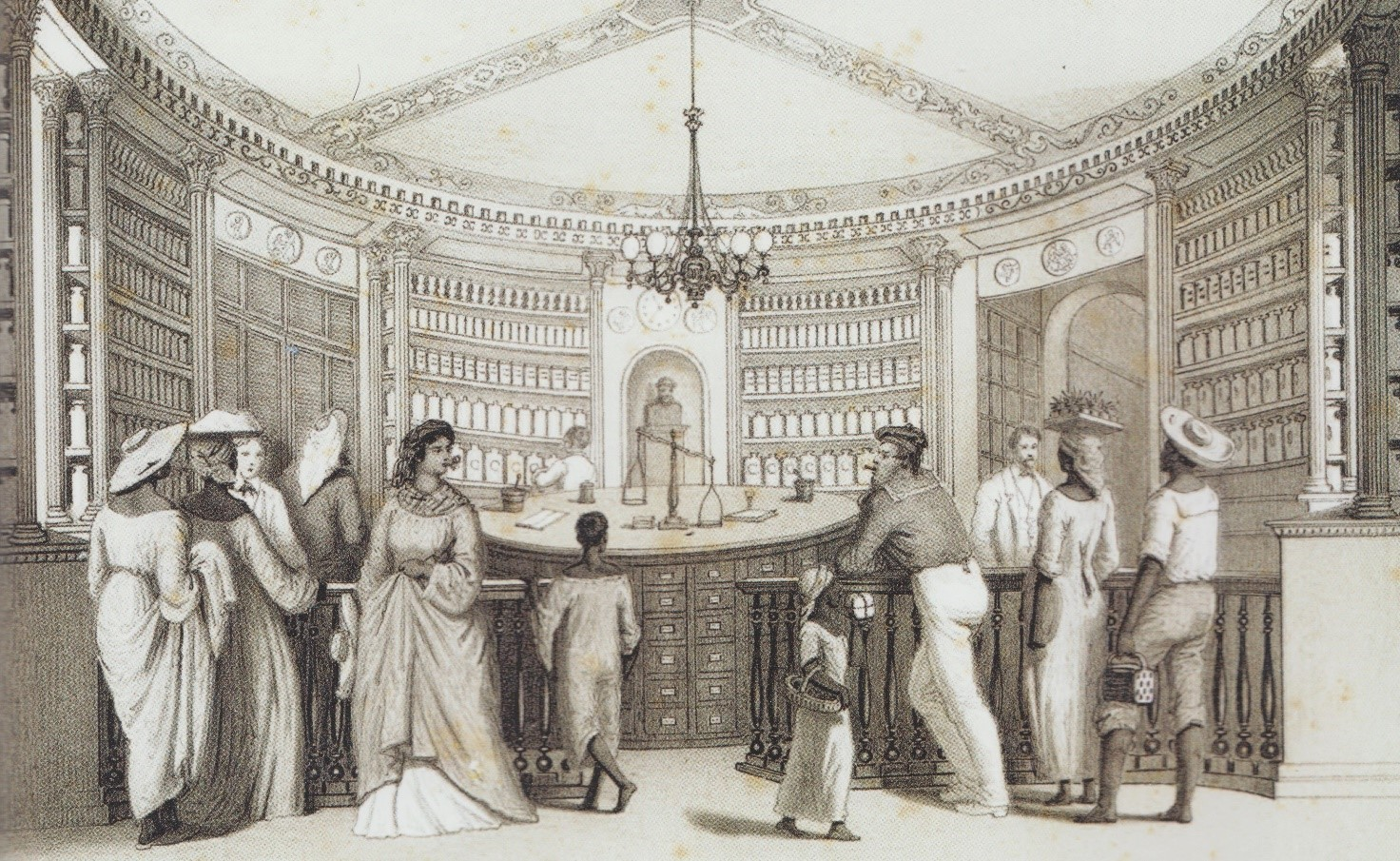
Riise's pharmacy on Dronningensgade in Charlotte Amalie.

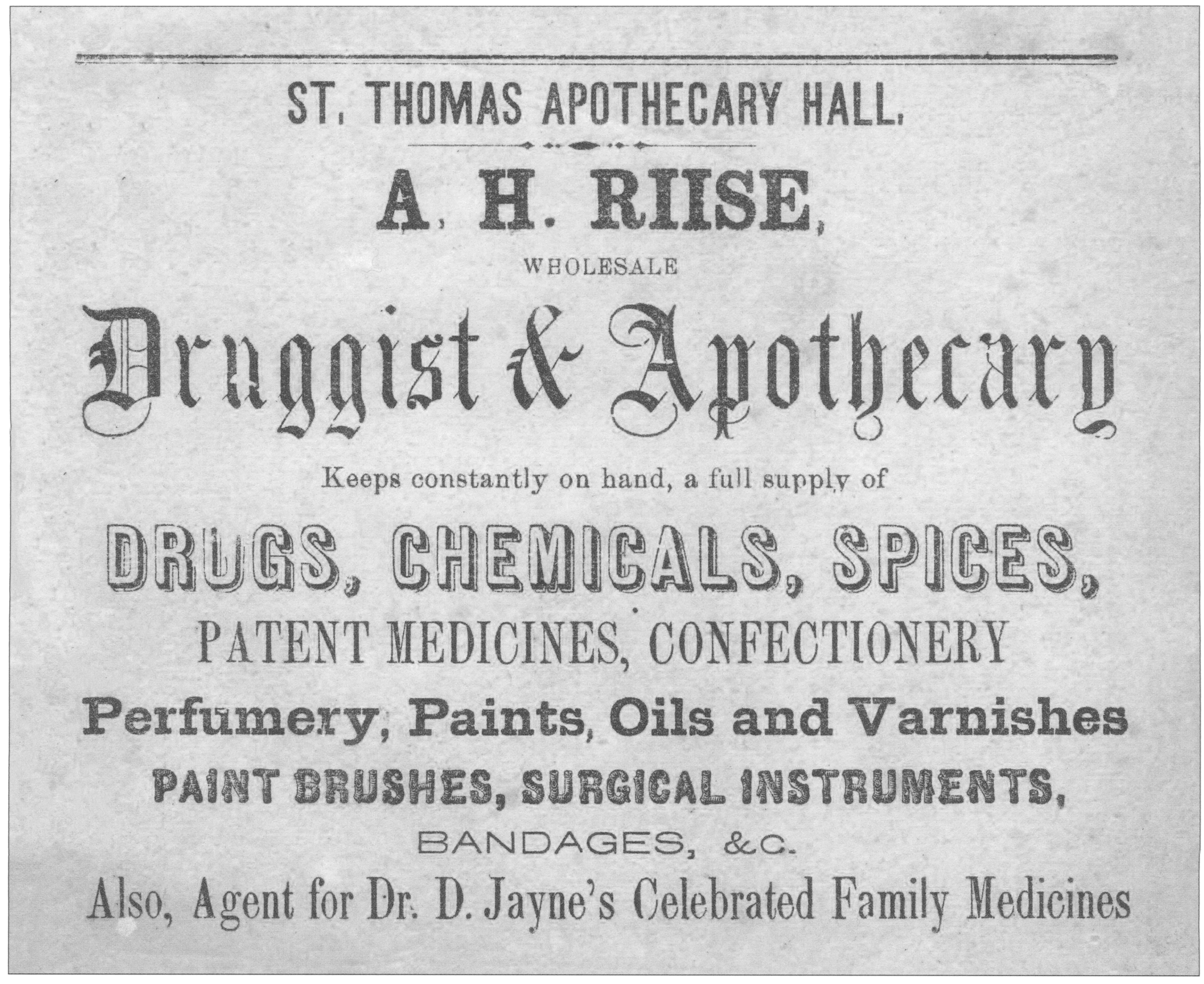
AH Riise Certificate

Entre autres choses, A. H. Riise a produit la célèbre Bay Rum de Riise (une sorte d'eau de senteur / de parfum), qui a beaucoup contribué à la prospérité ultérieure de A.H. Riise. A.H. Riise a aussi été un pionnier de la distillation et de la vente de rhum et d'amer produits dans les Caraïbes. Autrefois, ces boissons étaient utilisées comme remède contre les maux d'estomac et d'autres maladies. Le rhum caribéen d'A.H. Riise a remporté un grand succès et a été exporté sur plusieurs continents. Le rhum de Riise était surtout populaire dans sa patrie, au Danemark.
A.H. Riise a exporté son rhum sous diverses appellations, dont, entre autres, « Old St. Croix Brand », le « Rhum de Goyave de Riise » et le « rhum d'A.H. Riise ». La série exclusive de rhums caribéens d'A.H. Riise est encore vendue par la Dansk-Vestindisk Rom Kompagni (da).
Au cours des années, les rhums d'A.H. Riise ont reçu les honneurs et ont eu droit à des médailles lors de plusieurs concours et expositions. Riise a reçu sa première médaille en 1893, à l'Exposition colombienne mondiale de Chicago.

## Retour au Danemark
Lorsque des épidémies de choléra, de fièvre jaune et de petite vérole ont éclaté en 1868, la famille a décidé de repartir passer un an au Danemark. Cependant, à la fin de l'année, elle a décidé de rester. La pharmacie de St. Thomas a été confiée à un assistant qui a épousé une des filles de Riise. Plus tard, un de leurs fils est devenu pharmacien à Ærøskøbing.
Albert Riise a acheté une villa à Frederiksberg Allé (da) et il l'a nommée St. Thomas. En 1882, quand la villa a été vendue après la mort de Riise, elle a été transformée en un parc d'attractions du nom de St. Thomas.
Albert Riise était aussi directeur de la « Banque de St. Thomas » et il a reçu les distinctions de chevalier de Dannebrog et de chevalier de l'ordre suédois de Vasa en 1868 par le Conseil de la Justice et en 1878 par le Etatsråd (da).
Il est enterré au cimetière du parc de Solbjerg (en). Une plaque commémorative a été installée sur son lieu de naissance, à Ærøskøbing.

## Vie personnelle
Le 27 janvier 1842, à Frederiksted, à l’église Sainte-Croix, il a épousé Henriette Marie Worm (1821 - 1889). Le couple a eu 13 enfants, dont le photographe Frederik Riise.

## Distinctions
- Chevalier de l'ordre de Dannebrog
- Chevalier de l'ordre de Vasa